# Ramil Guliyev
Ramil Guliyev (Baku, 29 de maio de 1990) é um atleta turco nascido no Azerbaijão, campeão mundial dos 200 m rasos em Londres 2017. Sua vitória deu a primeira medalha de ouro à Turquia em um Campeonato Mundial de Atletismo. 